# Epeorus dulciana
Epeorus dulciana är en dagsländeart som först beskrevs av Mcdunnough 1935.  Epeorus dulciana ingår i släktet Epeorus och familjen forsdagsländor. Inga underarter finns listade i Catalogue of Life.